# Fred Tatasciore
Fred Tatasciore (n. 13 iunie 1968, New York City, New York, SUA) este un actor de voce american.

## Carieră
Fred Tatasciore este cunoscut pentru interpretarea unor personaje cu voci profunde și puternice, deși în ultimii ani și-a extins gama.
A interpretat vocea lui Hulk în mai multe proiecte Marvel Comics, inclusiv Marvel: Ultimate Alliance 2, The Avengers: Earth's Mightiest Heroes și Avengers Assemble.
Cele mai cunoscute roluri ale sale în jocuri video sunt Damon Baird în seria Gears of War, Saren Arterius în seria Mass Effect, Zeratul în StarCraft II și Heroes of the Storm, Soldier: 76 în shooter-ul Blizzard Entertainment la persoana întâi Overwatch și Xür în primul joc produs de Bungie, Destiny.
El a interpretat vocea personajului „8” din filmul 9 produs de Tim Burton. De asemenea, a interpretat vocea personajului Neftin Prog în Ratchet & Clank: Into the Nexus, Nikolai Belinski în franciza Call of Duty, Megatron în jocurile video Transformers: War for Cybertron, Transformers: Fall of Cybertron, Transformers: Dark of the Moon și Transformers: Rise of the Dark Spark, a lui Tookit în ThunderCats și Business Cat în serialul web Cartoon Hangover Our New Electrical Morals, administrat de Frederator Studios.
În franciza Skylanders, el a interpretat lui Snap Shot, Slam Bam, Warnado, Zook și Cuckoo Clocker.  